# Arrondissement de Diekirch
L'arrondissement de Diekirch est un ancien arrondissement du département des Forêts. Il fut créé le 17 février 1800 et supprimé le 11 avril 1814.

## Composition
Il comprenait les cantons de Clervaux, Diekirch, Ospern, Vianden et Wiltz.

## Sous-préfet
- 1801-1802 : François-Pascal Delattre